# سرخانلو (أرشق)
سرخانلو (بالفارسية: سرخانلو) هي منطقة سكنية تقع في إيران في قسم أرشق الشرقي الريفي. يقدر عدد سكانها بـ 122 نسمة بحسب إحصاء 2016.